# 中国广播电视社会组织联合会
中国广播电视社会组织联合会，简称中广联合会，是中华人民共和国电视广播行业社会组织和个人组成的全国性、非营利性社会团体，由国家广播电视总局主管。中广联合会负责承办中国广播电视大奖的评选活动。

## 历史沿革
1986年10月15日，中国广播电视学会在北京市成立。2004年，更名为中国广播电视协会。
2014年更名为中国广播电影电视社会组织联合会。2019年更名为中国广播电视社会组织联合会。